# 岩手県道210号一戸浄法寺線
岩手県道210号一戸浄法寺線（いわてけんどう210ごう いちのへじょうぼうじせん）は、岩手県二戸郡一戸町から二戸市浄法寺町へ至る一般県道である。

## 概要
一戸と浄法寺との交流を促進するために造られた道路であり、かつてはこの県道を通って岩手県北バスが一戸 - 浄法寺を結んでいた（現在は出ル町 - 浄法寺間は廃止）。

### 路線データ
- 実延長：18,412.7 m
- 起点：二戸郡一戸町一戸字本町（岩手県道274号二戸一戸線交点）
- 終点：二戸市浄法寺町下タ前田（岩手県道6号二戸五日市線交点）

## 歴史
- 1961年（昭和36年）9月1日 - 県道に認定される。

## 路線状況

### 名称・愛称
- 浄法寺街道

## 地理

### 通過する自治体
- 二戸郡一戸町 - 二戸市

### 交差する道路
- 岩手県道274号二戸一戸線（一戸町一戸字本町）
- 岩手県道6号二戸五日市線（二戸市浄法寺町下タ前田）